# Pulchrocladia
Pulchrocladia is een geslacht van korstmossen behorend tot de familie Cladoniaceae. De typesoort is Pulchrocladia retipora.

## Soorten
Volgens Index Fungorum bevat het geslacht drie soorten (peildatum december 2021):
| Soortnaam                 | Auteur(s)                                            | Publicatiejaar |
| ------------------------- | ---------------------------------------------------- | -------------- |
| Pulchrocladia corallaizon | (F. Wilson ex Filson) S. Stenroos, Pino-Bodas & Ahti | 2018           |
| Pulchrocladia ferdinandii | (Müll. Arg.) S. Stenroos, Pino-Bodas & Ahti          | 2018           |
| Pulchrocladia retipora    | (Labill.) S. Stenroos, Pino-Bodas & Ahti             | 2018           |